# Andrea Pellegrini
Andrea Pellegrini Constantini (Genova, 10 novembre 1963) è un pianista e compositore italiano di musica jazz.

## Biografia
Membro della famiglia di musicisti Pellegrini-Vianesi, si è perfezionato presso la fondazione Siena Jazz
 ed ha conseguito il Diploma in Jazz con lode presso l'Istituto superiore di studi musicali Pietro Mascagni. È stato delegato italiano presso EMU European Music School Union (International Music Council UNESCO) dal 2005 al 2011. Ha collaborato con il giornale musicale Continuum, le riviste Jazzit e Audiophile Sound, il sito di cultura contemporanea Alleo.it e la casa editrice Erasmo pubblicando numerosi articoli, recensioni, interviste e due libri. Fra i suoi allievi Giulio Carmassi (Pat Metheny Unity Group), Novi (Tommaso Novi) e Motta (Francesco Motta)  . Fra i suoi tre figli, Francesco Pellegrini detto "Maestro Pellegrini", fagottista, chitarrista rock e cantautore, è membro degli Zen Circus, fra i Big al Festival di Sanremo 2019, e ha collaborato con Nada, Motta, Criminal Jokers e altri; Chiara Pellegrini, cantante e polistrumentista, è membro della band Faya, vincitrice al Creole Global Music Contest di Berlino 2019.
Definito "poliedrico e eclettico" (Musica Jazz), attivo specialmente nel settore del jazz originale di matrice europea, ha collaborato con musicisti come i francesi Sylvain Clavier, Vittorio Silvestri, Eric Bretheau, Michel Altier, Vincent Calmettes, Pascal Salè, il chitarrista finlandese Tommy Varjola, i lituani Vjtautas Labutis e Eugenijus Kanevicius, gli svizzeri Stefano Saccon, Marcel Papaux, Baenz Oester, gli australiani Rob Burke, Jordan Murray, Niko Schauble, Stuart Vandergraaf, musicisti slovacchi come Juraj Susanik oltre a nordamericani come Scott Hamilton, Pat LaBarbera, Roberto Occhipinti, Jeremy Cohen, Jacob Duncan, il violoncellista Crispin Campbell, la flautista Nancy Stagnitta. Impegnato soprattutto in una ricerca musicale che coniuga gli stilemi del jazz con quelli della musica accademica classica e etnica (collaborazioni con la cantante svedese di Kulning / Herding Calls Caroline Pehrson e con il cantore Sami di Joik Áilloš - Ingor Ántte Áilu Gaup), collabora dal 1998 con il polistrumentista americano (oboe, corno inglese, sax soprano e sopranino, clarinetto basso) Paul McCandless.
È stato attivo negli anni '80 sul versante free e radicale con Edoardo Marraffa, Roberto Bellatalla, Stefano "Stive" Lunardi. Ha inoltre collaborato con musicisti di jazz italiani di vari stili come Bruno Tommaso, Tino Tracanna, Paolo Fresu, Mirko Guerrini, Giampaolo Casati, Fulvio Sisti, Pino Minafra, Beppe Caruso, Emanuele Cisi, musicisti di estrazione classica come il flautista Stefano Agostini e pop come Jamie Moses, Irene Grandi (in duo), Bobo Rondelli (in duo), Cristina Donà e con Arnoldo Foà. Attivo anche come improvvisatore libero, si esibisce spesso commentando film muti o d'epoca, reading e performance legate al teatro o alla letteratura con Alessandro Agostinelli (es. Benedetti da Parker dall'omonimo romanzo edito da Cairo), Claudio Monteleone (es. Umberto Dei - Biografia non autorizzata di una bicicletta dall'omonimo libro di Michele Marziani, ed. Ediciclo) e altri. 
E' titolare della cattedra di Pianoforte Jazz presso il Conservatorio Statale Pietro Mascagni di Livorno.

## Composizioni
Oltre a numerose sue composizioni contenute nei dischi pubblicati, si segnalano il quartetto per oboe, violino, viola e violoncello A'Rabbia (prima esec. Palermo 1997, Quartetto Brunelleschi), Portovenere (spettacolo El Libro de Arena, regia di Francesco Carril Vaglini, Galleria d'arte “Sanzspace” Madrid 2009), composizione entrata nel repertorio di musicisti italiani e americani come Art Lande, Paul McCandless e Gunter Wehinger, Nevermore (spettacolo “Progetto Contemporaneo 03” Ass.ne Studio Danza, Teatro Verdi, Maniaco, Pordenone), per il Cortometraggio Momento Presente,, regia di Alessandro Brucini (ALE Audiovisivi Liberi Eccessivi 2005, Bologna, Premio DAMS; Palermo Film Festival) e per il cortometraggio Essere Felici su racconti di F. Kafka (regia di Alessandro Brucini, AutoPowerOff Productions 2004, Siena, Visionaria International Video Festival; Pistoia, Cinema e Letteratura Film Festival; Pisa, Biennale cinema dei Ragazzi).

## Discografia

### Leader
- 2000 - Middle Earth (Symphonia) Bluesmiles, Pugnano, Ensemble Ainulindale, Paul McCandless, SYB99904[10]
- 2002 - Disordini Al Confine (Materiali Sonori) Firenze, Orchestra Atipica Jazz Bonamici 'Group-One' NJI001-001[11]
- 2003 - Interferenze (NJI) Roccastrada, Orchestra Atipica Jazz Bonamici, Comune di Roccastrada NJI001-002[12]
- 2005 - Malcontenta e Altre Storie (NJI) Orchestra Atipica Jazz Bonamici 'Group-One, co-produzione con Barga Jazz Festival (Lucca) NJI001-003
- 2008 - Progetto Macchiaioli (NJI) con Quintetto di Livorno, Tino Tracanna, Studio Vinile - Livorno, NJI002-001[13]
- 2014 - West Coast West Coast Quintet + Paul McCandless. Co-Leader con Marco Cattani. Studio Il Poderino della Gioiosa, Casale Marittimo.
- 2014 - Modigliani - Il Tratto, l'Africa e perdersi (Erasmo Edizioni - Il Poderino) con Quintetto di Livorno, Tino Tracanna. Allegato al libro Mirabolanti avventure di un jazzista, Erasmo Edizioni, Livorno 2014
- 2016 - Fino all'ultimo minuto - Le musiche di Piero Ciampi in jazz Quartetto di Livorno - Tony Cattano, trombone, Andrea Pellegrini, pianoforte, Nino Pellegrini, contrabbasso, Michele Vannucci, batteria, Francesco Pellegrini, fagotto - Prod. Quartetto di Livorno - Premio Ciampi, Livorno 2016 - Premio Speciale della Giuria, Premio Ciampi 2016.

### Pianista
- 1993 - The Kid (Oscar Records) - One Way, Bologna, con Quartetto Okapia di Alberto Bientinesi, OSC901, note di copertina di Ian Carr
- 1998 - Things Left Behind (Symphonia) Bluesmiles, Studio Tibor Varga, Sion (Svizzera), con Iridescente Ensemble di Claudio Riggio con Paolo Fresu SYB98901[14]
- 2001 - Sorvoli (Materiali Sonori) Firenze, musica di Marco Cattani, poesie di Mauro Lovi, Renzia D'Incà, coproduzione Lapsus - Teatro Verdi (Pisa)
- 2009 - Nino Pellegrini Emma e il Martedì (Studio Vinile) Livorno, duo con Nino Pellegrini, vinile003[15]
- 2012 - Ora (NJI) Giacomo Innocenti Sextet, Studio Sam, Lari, NJI003-001, note di copertina di Mirko Guerrini[16]
- 2013 - Original Soundtrack For ''Charles And Mary'' (Onyx -Matera) OnyxCd025. Bruno Tommaso Jazz Workshop[17][18]
- 2013 - Io la trippa la mangio solo in casa Michele Bedini Globe Tribe Studio, Sarzana[19]
- 2019 - Francesco Schina First Steps Poderino Rec. Studio[20]
- 2021 -  Fragile per pianoforte e voce (Black Candy Produzioni BC117, Warner Chappel Music). Canzoni di Francesco Pellegrini. Francesco Maestro Pellegrini, voce, fagotto. Andrea Pellegrini, pianoforte.[21]

### Compositore
- 1997 - Palermo Città d'Arte (Extramedia EM001) Palermo, composizioni per quartetto classico con oboe (Quartetto Brunelleschi) (Cd Rom)

### Partecipazioni come pianista
- 1999 - Gently Hard, Malina (Michela Lombardi) (Le Bozze CIA), Studio Le Bozze, Castagneto Carducci
- 1999 - What's cooking at Le Bozze Ed. Paola Liberato Productions + Fonè, Studio Le Bozze, Castagneto Carducci[22]
- 2011 - Le città e la memoria (Fondazione Barga Jazz Festival) (Lucca), musiche di Marco Cattani, Andrea Pellegrini, Ralph Towner

### Raccolte
- 2004 - Brano Cum Grano Salis con Ensemble Ainulindale e Paul McCandless, Cd 24bit allegato alla rivista Jazz Magazine n.25/2005 (JM25) ed.EmmeK, Fino Morasco, Como (New Sound 2000) con altri brani di Jan Garbarek, Freddie Hubbard, Orch. Jazz della Sardegna, Abdullah Ibrahim, Stefano di Battista

## Pubblicazioni editoriali
- Maurizio Mini, Andrea Pellegrini, Livorno, dalla 'musica americana' al Jazz - La storia, le storie, Livorno, Erasmo, 2013, ISBN 978-88-89530-55-9. Collana Erasmo Musica - I Quadrati, prefazione di Stefano Zenni.
- Andrea Pellegrini, Il Jazz a Livorno, in Saggi e studi musicali, Pisa, Livorno, ETS, Associazione Amici del Mascagni, Fondazione Cassa di Risparmi di Livorno. Distribuzione PDE, Sesto Fiorentino, 2009, ISBN 978-88-467-2613-1.
- Andrea Pellegrini, I Pellegrini – Vianesi, 200 anni di musica dal Barocco al Rock in Comune Notizie, rivista del Comune di Livorno, n. 78/2012 (aut. Tribunale di Livorno n.400, 1-3-1984), Livorno, Comune di Livorno, URP - Pubblicazioni - Rete Civica, Gennaio - marzo 2012.
- Andrea Pellegrini, Mirabolanti avventure di un jazzista, Livorno, Erasmo, 2014, ISBN 978-88-98598-13-7. Cd allegato (Quintetto di Livorno, Tino Tracanna, Modigliani - il tratto, l'Africa e perdersi), pagg. 88.
- Andrea Pellegrini, Andrea Pellegrini Real Book, Livorno, MBM, 2021.[23]
- Andrea Pellegrini, Andrea Pellegrini Bb Real Book, Livorno, MBM, 2022.